# Motorcycles Majestic

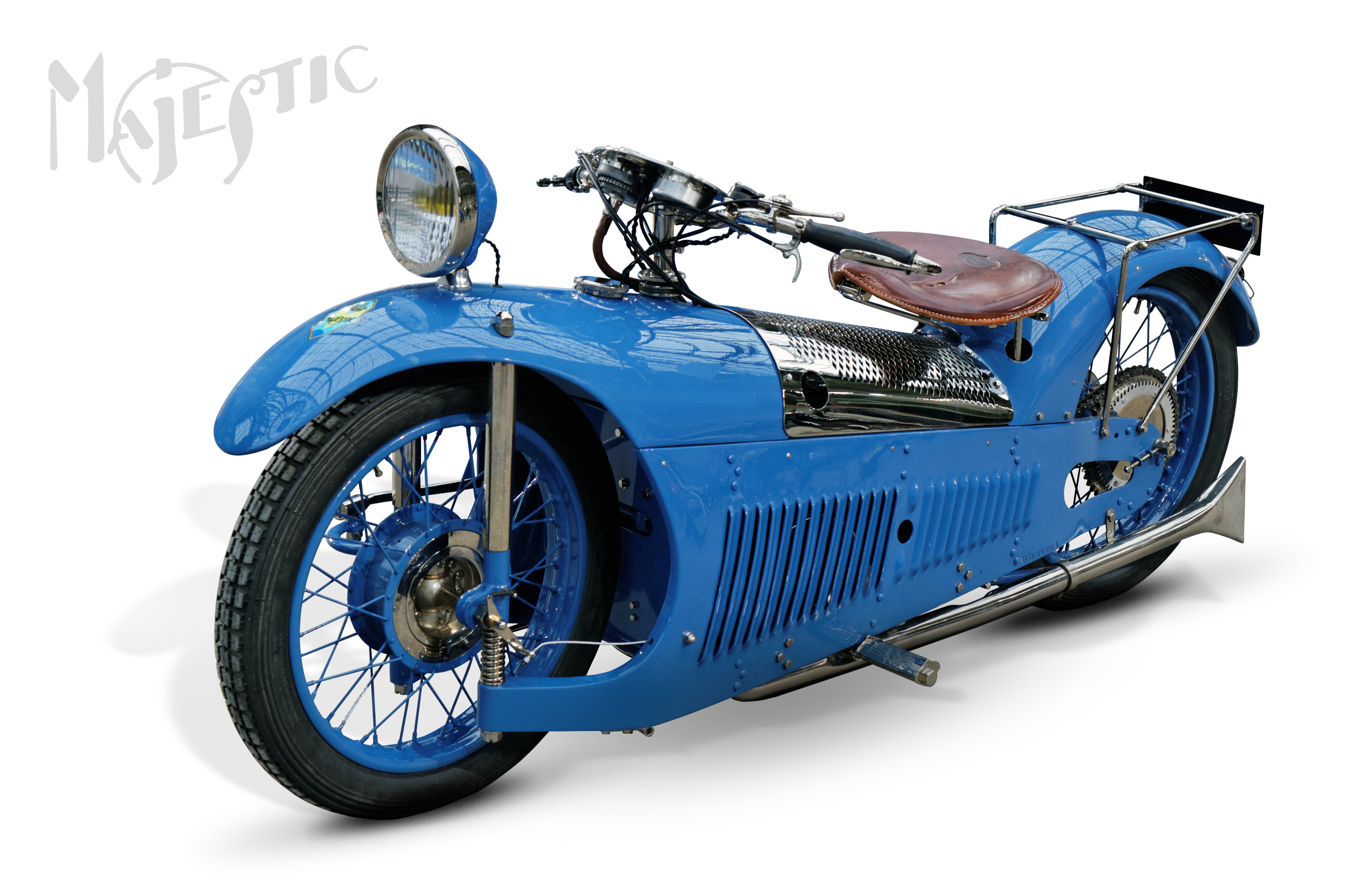
Eine Majestic 500cc, Baujahr 1930

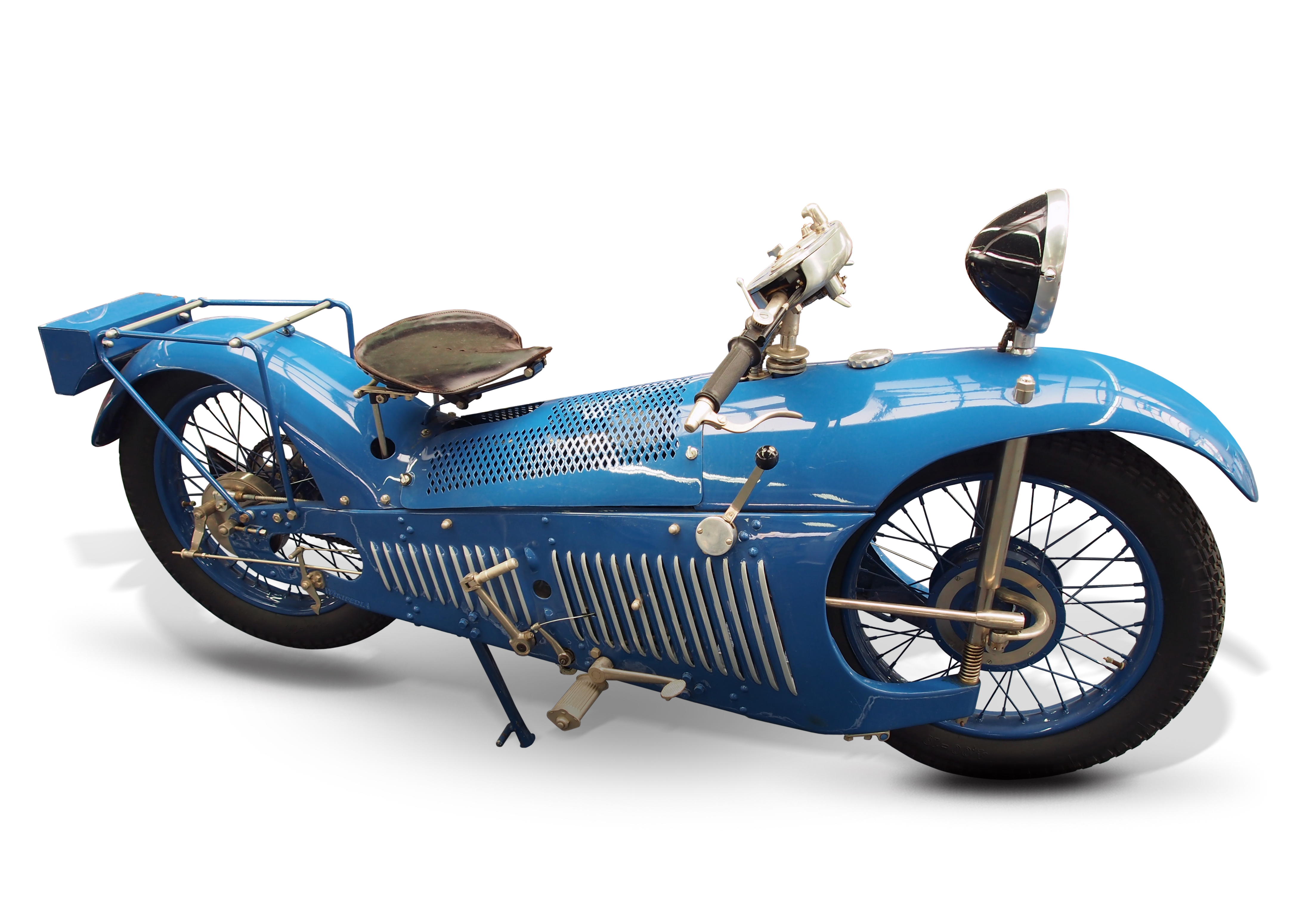
Eine Majestic 350cc, A350, Bj. 1929. Gut zu erkennen: die Technik der Radnabenlenkung

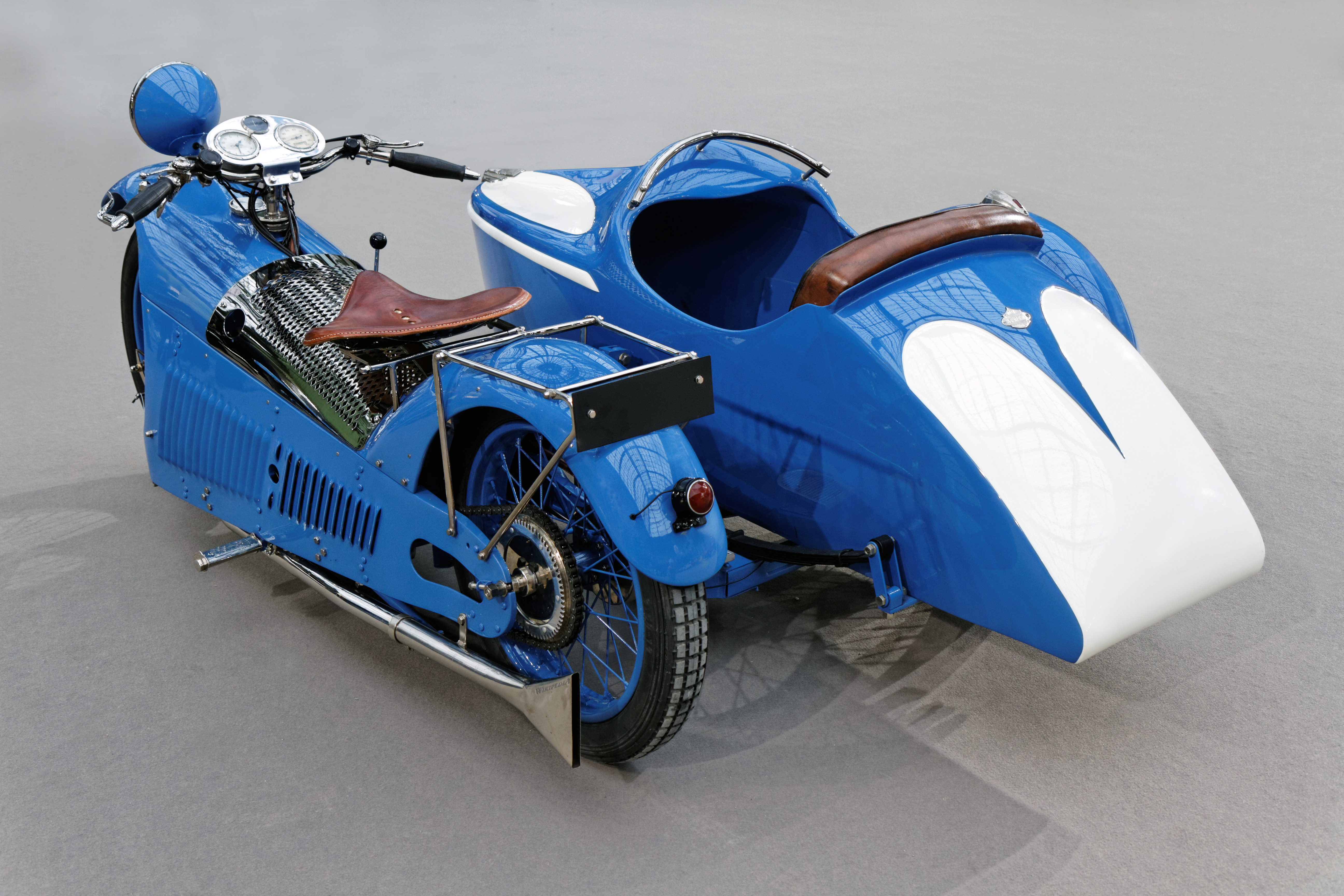
Eine Majestic 500cc, Bj. 1930, mit Seitenwagen von Bernardet

Motorcycles Majestic war ein französischer Hersteller von Motorrädern.

## Unternehmensgeschichte
Georges Roy gründete das Unternehmen in Châtenay-Malabry. Später zog er nach Paris. Er stellte Motorräder unter dem Markennamen Majestic her. Zur Bauzeit gibt es unterschiedliche Angaben: 1927 bis 1934 oder 1929 bis 1933.

## Fahrzeuge
Einerseits entstanden konventionelle Motorräder. Die Einbaumotoren kamen von J.A.P., Chaise, Motocycles et Moteurs Train und anderen Lieferanten.
Außerdem ist ein besonderes Modell bekannt. Es hatte den Motor unter einer Haube. Der Vierzylinder-Reihenmotor von Train mit 498 cm³ Hubraum war luftgekühlt. Die Motorleistung wurde über Kardanantrieb an das Hinterrad übertragen.